# Eredivisie ijshockey 2012/13
De Eredivisie ijshockey is de hoogste divisie in deze tak van sport in Nederland die door de Nederlandse IJshockey Bond (NIJB) wordt georganiseerd. Het seizoen 2012/13 was het 53e seizoen van deze competitie.
De reguliere competitie werd, na twee seizoenen als de North Sea Cup (2010/11 en 2011/12) te zijn gespeeld, weer onder de noemer eredivisie gespeeld. De club HYC Herentals was dit seizoen de enige Belgische deelnemer, IHC Leuven haakte af. Ten opzichte van het vorige seizoen onderging "Amsterdam Capitals" een naamsverandering naar Amsterdam G's. Na afloop van de reguliere competitie speelden de vier beste Nederlandse teams volgens het knock-outsysteem om het Kampioenschap van Nederland. HYS The Hague behaalde voor de tiende keer het kampioenschap, het versloeg in de finale in een "best-of-5" Tilburg Trappers in drie duels.

## Competitie
De competitie ging op 5 oktober van start, tegelijkertijd met de aanvang van het bekertoernooi met de acht teams uit de Eerste divisie. Elk team speelde zes keer tegen elke tegenstander (drie keer thuis, drie keer uit). Elke club speelde zodoende achttien keer een thuiswedstrijd.
Puntentelling
Een gewonnen wedstrijd leverde drie punten op. Bij een gelijkspel volgde een verlenging (4-tegen-4) van maximaal vijf minuten, eventueel gevolgd door een shoot-out. Het team dat scoorde won de wedstrijd met één doelpunt verschil. De winnaar kreeg twee punten, de verliezer één punt.

### Eindstand
| \| # \| Club \| AW \| W \| GW \| GV \| V \| Pnt \| V-T \| \| - \| ----------------------- \| -- \| -- \| -- \| -- \| -- \| --- \| -------- \| \| 1 \| HYS The Hague \| 36 \| 26 \| 04 \| 01 \| 05 \| 087 \| 0207-091 \| \| 2 \| DESTIL Trappers Tilburg \| 36 \| 25 \| 02 \| 03 \| 06 \| 082 \| 0198-093 \| \| 3 \| Friesland Flyers \| 36 \| 21 \| 02 \| 03 \| 10 \| 070 \| 0138-097 \| \| 4 \| Ruijters Eaters Geleen \| 36 \| 16 \| 05 \| 0 \| 15 \| 058 \| 0136-126 \| \| 5 \| HYC Herentals \| 36 \| 12 \| 0 \| 04 \| 20 \| 040 \| 0155-190 \| \| 6 \| Eindhoven Kemphanen \| 36 \| 10 \| 01 \| 03 \| 22 \| 035 \| 0122-161 \| \| 7 \| Amsterdam G's \| 36 \| 02 \| 0 \| 0 \| 34 \| 006 \| 0072-270 \| | Legenda AW = aantal wedstrijden W = winstpartij (3 punten) GW = gelijk en gewonnen na verlenging (2 punten) GV = gelijk en verloren na verlenging (1 punt) V = verliespartij (0 punten) Pnt = totaal punten v-t = doelpunten voor/tegen |    |    |    |    |    |     |          |
| # | Club | AW | W  | GW | GV | V  | Pnt | V-T      |
| 1 | HYS The Hague | 36 | 26 | 04 | 01 | 05 | 087 | 0207-091 |
| 2 | DESTIL Trappers Tilburg | 36 | 25 | 02 | 03 | 06 | 082 | 0198-093 |
| 3 | Friesland Flyers | 36 | 21 | 02 | 03 | 10 | 070 | 0138-097 |
| 4 | Ruijters Eaters Geleen | 36 | 16 | 05 | 0  | 15 | 058 | 0136-126 |
| 5 | HYC Herentals | 36 | 12 | 0  | 04 | 20 | 040 | 0155-190 |
| 6 | Eindhoven Kemphanen | 36 | 10 | 01 | 03 | 22 | 035 | 0122-161 |
| 7 | Amsterdam G's | 36 | 02 | 0  | 0  | 34 | 006 | 0072-270 |

### Uitslagen
| Datum | Thuisteam           | Uitslag | Periodestanden | Uitteam             |
| ----- | ------------------- | ------- | -------------- | ------------------- |
| 05/10 | Friesland Flyers    | 2-3 nv  | 1-0, 0-1, 1-1  | Tilburg Trappers    |
| 06/10 | HYC Herenthals      | 2-3 nv  | 0-0, 2-1, 0-1  | Eaters Geleen       |
| 07/10 | Eindhoven Kemphanen | 6-3     | 1-2, 2-0, 3-1  | HYC Herenthals      |
| 07/10 | Eaters Geleen       | 2-6     | 0-3, 2-3, 0-0  | Friesland Flyers    |
| 07/10 | Tilburg Trappers    | 3-4 nv  | 1-0, 0-1, 2-2  | HYS The Hague       |
| 09/10 | Eaters Geleen       | 5-3     | 0-1, 3-2, 2-0  | Amsterdam G's       |
| 10/10 | Amsterdam G's       | 3-6     | 1-0, 1-5, 1-1  | Eindhoven Kemphanen |
| 12/10 | Friesland Flyers    | 10-0    | 2-0, 4-0, 4-0  | Amsterdam G's       |
| 12/10 | HYS The Hague       | 6-3     | 3-0, 1-2, 2-1  | HYC Herenthals      |
| 12/10 | Tilburg Trappers    | 6-5 nv  | 1-1, 2-4, 2-0  | Eindhoven Kemphanen |
| 13/10 | Eindhoven Kemphanen | 2-5     | 1-1, 0-1, 1-3  | Friesland Flyers    |
| 13/10 | Eaters Geleen       | 2-3     | 1-1, 1-1, 0-1  | HYS The Hague       |
| 14/10 | Amsterdam G's       | 5-10    | 2-2, 3-3, 0-5  | Eaters Geleen       |
| 14/10 | HYC Herenthals      | 0-7     | 0-3, 0-3, 0-1  | Tilburg Trappers    |
| 19/10 | Friesland Flyers    | 3-2 nv  | 0-1, 1-1, 1-0  | Eindhoven Kemphanen |
| 19/10 | Tilburg Trappers    | 4-1     | 2-1, 1-0, 1-0  | HYC Herenthals      |
| 20/10 | HYS The Hague       | 14-1    | 4-0, 5-1, 5-0  | Amsterdam G's       |
| 21/10 | Eindhoven Kemphanen | 3-10    | 0-3, 2-2, 1-5  | Tilburg Trappers    |
| 21/10 | Amsterdam G's       | 2-6     | 1-3, 0-3, 1-0  | Friesland Flyers    |
| 21/10 | HYC Herenthals      | 1-3     | 0-1, 1-0, 0-2  | HYS The Hague       |
| 26/10 | HYS The Hague       | 4-3 nv  | 0-3, 2-0, 1-0  | Friesland Flyers    |
| 26/10 | Tilburg Trappers    | 9-1     | 1-0, 5-0,3-1   | Eaters Geleen       |
| 27/10 | Amsterdam G's       | 0-7     | 0-5, 0-1, 0-1  | Tilburg Trappers    |
| 27/10 | Friesland Flyers    | 4-2     | 0-0, 2-0, 2-2  | HYC Herenthals      |
| 27/10 | Eindhoven Kemphanen | 4-7     | 1-1, 1-3, 2-3  | HYS The Hague       |
| 28/10 | Eaters Geleen       | 4-3 nv  | 2-2, 0-1, 1-0  | Eindhoven Kemphanen |
| 28/10 | HYC Herenthals      | 10-3    | 6-2, 0-1, 4-0  | Amsterdam G's       |
| 02/11 | Friesland Flyers    | 5-0     | 3-0, 1-0, 1-0  | Eaters Geleen       |
| 02/11 | HYS The Hague       | 2-5     | 0-2, 1-0, 1-3  | Tilburg Trappers    |
| 03/11 | Amsterdam G's       | 2-9     | 1-4, 1-2, 0-3  | HYS The Hague       |
| 03/11 | HYC Herenthals      | 7-6     | 2-1, 3-4, 2-1  | Eindhoven Kemphanen |
| 04/11 | Eindhoven Kemphanen | 3-2     | 1-1, 2-0, 0-1  | Amsterdam G's       |
| 04/11 | Tilburg Trappers    | 0-5     | 0-1, 0-3, 0-1  | Friesland Flyers    |
| 04/11 | Eaters Geleen       | 6-2     | 3-0 2-0, 1-2   | HYC Herenthals      |
| 20/11 | HYS The Hague       | 10-1    | 2-1, 6-0, 2-0  | Eaters Geleen       |
| 23/11 | HYS The Hague       | 8-1     | 1-1, 6-0, 1-0  | Eindhoven Kemphanen |
| 23/11 | Tilburg Trappers    | 8-1     | 4-0, 4-0, 0-1  | Amsterdam G's       |
| 21/11 | Amsterdam G's       | 4-7     | 2-2, 0-3, 2-2  | HYC Herenthals      |
| 21/11 | Friesland Flyers    | 1-3     | 0-1, 1-2, 0-0  | HYS The Hague       |
| 21/11 | Eindhoven Kemphanen | 2-4     | 0-1, 2-1, 0-2  | Eaters Geleen       |
| 25/11 | Eaters Geleen       | 0-4     | 0-1, 0-2, 0-1  | Tilburg Trappers    |
| 25/11 | HYC Herenthals      | 5-2     | 0-0, 1-1, 4-1  | Friesland Flyers    |
| 30/11 | Friesland Flyers    | 4-1     | 1-0, 2-1, 1-0  | Amsterdam G's       |
| 30/11 | HYS The Hague       | 12-3    | 5-1, 5-1, 2-1  | HYC Herenthals      |
| 30/11 | Tilburg Trappers    | 6-2     | 1-1, 2-0, 3-1  | Eindhoven Kemphanen |
| 01/12 | Amsterdam G's       | 2-7     | 1-3, 0-2, 1-2  | Eaters Geleen       |
| 01/12 | Eindhoven Kemphanen | 4-1     | 1-0, 1-0, 2-1  | Friesland Flyers    |
| 02/12 | Eaters Geleen       | 3-2     | 1-1, 1-0, 1-1  | HYS The Hague       |
| 02/12 | HYC Herenthals      | 7-13    | 1-5, 2-6, 4-2  | Tilburg Trappers    |
| 07/12 | Friesland Flyers    | 2-5     | 1-0, 0-4, 1-1  | Tilburg Trappers    |
| 07/12 | HYS The Hague       | 4-0     | 1-0, 1-0, 2-0  | Amsterdam G's       |
| 08/12 | Amsterdam G's       | 3-2     | 1-0, 1-0, 1-2  | Eindhoven Kemphanen |
| 08/12 | HYC Herenthals      | 1-6     | 0-2, 1-1, 0-3  | Eaters Geleen       |
| 09/12 | Eindhoven Kemphanen | 3-2     | 1-1, 0-0, 2-1  | HYC Herenthals      |
| 09/12 | Tilburg Trappers    | 4-5 nv  | 2-0, 1-2, 1-2  | HYS The Hague       |
| 09/12 | Eaters Geleen       | 0-1     | 0-0, 0-1, 0-0  | Friesland Flyers    |
| 14/12 | Friesland Flyers    | 4-2     | 2-1, 0-1, 2-0  | Eindhoven Kemphanen |
| 14/12 | HYS The Hague       | 4-2     | 1-0, 0-1, 3-1  | Eaters Geleen       |
| 14/12 | Tilburg Trappers    | 3-1     | 1-0, 1-1, 1-0  | HYC Herenthals      |
| 15/12 | Eindhoven Kemphanen | 2-8     | 0-1, 1-4, 1-3  | Tilburg Trappers    |
| 15/12 | Eaters Geleen       | 9-3     | 5-2, 2-0, 2-1  | Friesland Flyers    |
| 16/12 | Amsterdam G's       | 0-7     | *              | Friesland Flyers    |
| 16/12 | HYC Herenthals      | 3-6     | 2-1, 0-3, 1-2  | HYS The Hague       |

| Datum | Thuisteam           | Uitslag | Periodestanden | Uitteam             |
| ----- | ------------------- | ------- | -------------- | ------------------- |
| 21/12 | HYS The Hague       | 5-2     | 0-1, 3-0, 2-1  | Eindhoven Kemphanen |
| 21/12 | Tilburg Trappers    | 7-2     | 4-1, 3-0, 0-1  | Amsterdam G's       |
| 22/12 | Friesland Flyers    | 3-2     | 1-1, 2-0, 0-1  | HYS The Hague       |
| 22/12 | Amsterdam G's       | 2-10    | 0-2, 1-3, 1-5  | HYC Herenthals      |
| 22/12 | Eindhoven Kemphanen | 3-5     | 2-2, 0-1, 1-2  | Eaters Geleen       |
| 23/12 | Eaters Geleen       | 2-4     | 1-1, 1-2, 0-1  | Tilburg Trappers    |
| 23/12 | HYC Herenthals      | 4-5     | 1-2, 1-0, 2-3  | Friesland Flyers    |
| 28/12 | HYS The Hague       | 5-2     | 1-1, 3-1, 1-0  | Tilburg Trappers    |
| 29/12 | Amsterdam G's       | 3-12    | 1-5, 1-2, 1-5  | HYS The Hague       |
| 30/12 | Tilburg Trappers    | 7-2     | 1-0, 4-1, 2-1  | Friesland Flyers    |
| 30/12 | HYC Herenthals      | 6-7 nv  | 2-1, 3-3, 1-2  | Eindhoven Kemphanen |
| 02/01 | Friesland Flyers    | 3-0     | 2-0, 0-0, 1-0  | Eaters Geleen       |
| 04/01 | HYS The Hague       | 7-2     | 1-0, 3-2, 3-0  | Friesland Flyers    |
| 04/01 | Amsterdam G's       | 0-7     | 0-2, 0-3, 0-2  | Tilburg Trappers    |
| 05/01 | Friesland Flyers    | 10-3    | 3-0, 4-2, 3-1  | HYC Herenthals      |
| 05/01 | Eaters Geleen       | 7-4     | 3-2, 0-1, 4-1  | Eindhoven Kemphanen |
| 06/01 | Tilburg Trappers    | 5-1     | 2-1, 3-0, 0-0  | Eaters Geleen       |
| 06/01 | Eindhoven Kemphanen | 1-4     | 1-2, 0-1, 0-1  | HYS The Hague       |
| 06/01 | HYC Herenthals      | 8-0     | 3-0, 3-0, 2-0  | Amsterdam G's       |
| 08/01 | Eaters Geleen       | 6-5 nv  | 1-2, 3-1, 1-2  | HYC Herenthals      |
| 09/01 | Eindhoven Kemphanen | 7-0     | 4-0, 2-0, 1-0  | Amsterdam G's       |
| 11/01 | HYS The Hague       | 9-1     | 1-0, 5-0, 3-1  | Amsterdam G's       |
| 11/01 | HYC Herenthals      | 5-2     | 2-2, 3-0, 0-0  | Eaters Geleen       |
| 12/01 | Amsterdam G's       | 0-7     | 0-3, 0-0, 0-4  | Friesland Flyers    |
| 16/01 | Friesland Flyers    | 1-3     | 0-0, 1-2, 0-1  | Tilburg Trappers    |
| 18/01 | Friesland Flyers    | 3-2     | 1-2, 1-0, 1-0  | Eindhoven Kemphanen |
| 18/01 | HYS The Hague       | 5-6 nv  | 3-1, 1-1, 1-3  | Eaters Geleen       |
| 18/01 | Tilburg Trappers    | 5-8     | 2-1, 1-4, 2-3  | HYC Herenthals      |
| 19/01 | Eindhoven Kemphanen | 3-8     | 1-5, 2-3, 0-0  | Tilburg Trappers    |
| 21/01 | Eaters Geleen       | 8-1     | 3-0, 1-1, 4-0  | Amsterdam G's       |
| 21/01 | HYC Herenthals      | 1-9     | 1-3, 0-1, 0-5  | HYS The Hague       |
| 22/01 | HYS The Hague       | 7-3     | 21, 2-1, 3-1   | HYC Herenthals      |
| 25/01 | Friesland Flyers    | 5-3     | 3-1, 0-1, 2-1  | HYC Herenthals      |
| 25/01 | Tilburg Trappers    | 6-2     | 0-1, 1-1, 5-0  | Eindhoven Kemphanen |
| 26/01 | Eindhoven Kemphanen | 5-1     | 5-0, 0-1, 0-0  | Friesland Flyers    |
| 26/01 | Eaters Geleen       | 3-2     | 0-1, 1-1, 2-0  | HYS The Hague       |
| 27/01 | Amsterdam G's       | 1-7     | 0-2, 1-3, 0-2  | Eaters Geleen       |
| 27/01 | HYC Herenthals      | 6-4     | 1-2, 2-0, 3-2  | Tilburg Trappers    |
| 29/01 | HYC Herenthals      | 7-3     | 3-0, 2-2, 2-1  | Amsterdam G's       |
| 01/02 | HYS The Hague       | 3-4     | 1-3, 2-1, 0-0  | Friesland Flyers    |
| 01/02 | Tilburg Trappers    | 3-4     | 0-1, 1-1, 2-2  | Eaters Geleen       |
| 02/02 | Friesland Flyers    | 9-2     | 3-0, 3-1, 1-1  | Amsterdam G's       |
| 02/02 | Eindhoven Kemphanen | 3-4     | 1-0, 1-2, 1-2  | HYS The Hague       |
| 03/02 | Eaters Geleen       | 4-0     | 0-0, 1-0, 3-0  | Eindhoven Kemphanen |
| 03/02 | Amsterdam G's       | 3-5     | 1-2, 0-0, 2-3  | Tilburg Trappers    |
| 09/02 | Eindhoven Kemphanen | 7-6     | 4-3, 1-1, 2-2  | HYC Herenthals      |
| 15/02 | Friesland Flyers    | 3-2     | 1-0, 1-1 1-1   | Eaters Geleen       |
| 15/02 | HYS The Hague       | 4-3     | 1-0, 2-0, 1-3  | Tilburg Trappers    |
| 16/02 | Amsterdam G's       | 5-11    | 3-3, 2-5, 0-3  | HYS The Hague       |
| 16/02 | HYC Herenthals      | 3-2     | 1-1, 2-1, 0-0  | Eindhoven Kemphanen |
| 17/02 | Eindhoven Kemphanen | 5-2     | 4-0, 0-0, 1-2  | Amsterdam G's       |
| 17/02 | Tilburg Trappers    | 5-0     | 2-0, 1-0, 2-0  | Friesland Flyers    |
| 17/02 | Eaters Geleen       | 8-3     | 5-1, 2-1, 1-1  | HYC Herenthals      |
| 24/02 | Tilburg Trappers    | 3-4 nv  | 1-2, 2-1, 0-0  | HYS The Hague       |
| 24/02 | Eaters Geleen       | 2-1     | 1-0, 0-1, 0-0  | Friesland Flyers    |
| 24/02 | Amsterdam G's       | 5-3     | 1-2, 2-0, 2-1  | Eindhoven Kemphanen |
| 01/03 | HYS The Hague       | 3-2     | 0-1, 3-0, 0-1  | Eindhoven Kemphanen |
| 01/03 | Tilburg Trappers    | 11-2    | 3-1, 6-1, 2-0  | Amsterdam G's       |
| 02/03 | Amsterdam G's       | 5-9     | 1-5, 0-1, 4-3  | HYC Herenthals      |
| 02/03 | Friesland Flyers    | 2-5     | 0-1, 2-1, 0-3  | HYS The Hague       |
| 02/03 | Eindhoven Kemphanen | 6-3     | 2-0, 2-1, 2-2  | Eaters Geleen       |
| 03/03 | Eaters Geleen       | 1-5     | 1-2, 0-0, 0-3  | Tilburg Trappers    |
| 03/03 | HYC Herenthals      | 5-6 nv  | 2-0, 3-1, 0-4  | Friesland Flyers    |

## Kampioenschap van Nederland

### Halve finale
In de halve finale speelden de vier beste Nederlandse teams van de reguliere competitie en werd door middel van een “best-of-5” gespeeld. De twee hoogst geëindigde clubs hadden het voordeel om thuis te beginnen.
| #1 - #4 |               |         |                |               |
| Datum   | Thuisteam     | Uitslag | Periodestanden | Uitteam       |
| 08/03   | HYS The Hague | 11-0    | 2-0, 3-0, 6-0  | Eaters Geleen |
| 10/03   | Eaters Geleen | 5-8     | 1-3, 1-3, 3-2  | HYS The Hague |
| 12/03   | HYS The Hague | 7-2     | 3-1, 1-4, 0-0  | Eaters Geleen |

| #2 - #3 |                  |         |                |                  |
| Datum   | Thuisteam        | Uitslag | Periodestanden | Uitteam          |
| 08/03   | Tilburg Trappers | 5-4 nv  | 1-1, 1-2, 2-1  | Friesland Flyers |
| 09/03   | Friesland Flyers | 2-3 nv  | 0-1, 1-0, 1-1  | Tilburg Trappers |
| 12/03   | Tilburg Trappers | 5-3     | 0-1, 2-2, 3-0  | Friesland Flyers |

### Finale
De finale werd door middel van een “best-of-5” gespeeld. De hoogst geëindigde club in de competitie had het voordeel om thuis te beginnen.
| #1 - #2 |                  |         |                |                  |                     |
| Datum   | Thuisteam        | Uitslag | Periodestanden | Uitteam          | Info                |
| 15/03   | HYS The Hague    | 6-3     | 1-0, 0-1, 5-2  | Tilburg Trappers | Wedstrijdreferentie |
| 17/03   | Tilburg Trappers | 2-3 nv  | 0-0, 2-1, 0-1  | HYS The Hague    | Wedstrijdreferentie |
| 19/03   | HYS The Hague    | 5-4     | 1-1, 2-0, 2-3  | Tilburg Trappers | Wedstrijdreferentie |